# جمعية الصداقة اليمنية الفيتنامية
جمعية الصداقة اليمنية الفيتنامية (بالانجليزية: Yemen-Vietna Friendship Association )كانت منظمة في جمهورية اليمن الديمقراطية الشعبية (اليمن الجنوبي)، تعمل على تعزيز العلاقات مع فيتنام. تأسست الجمعية في عام 1981، وشغل علي ناصر برطوش أمين سر الجمعية في عام 1981. في عام 1987، شغل الدكتور عبد الواسع سلام، وزير العدل في جمهورية اليمن الديمقراطية الشعبية، منصب رئيس الجمعية.